# Юго Паасіківі
Юго Кусті Паасіківі (або Паасиківі, фін. Juho Kusti Paasikivi; уроджений Йоган Густав Гелльстен, швед. Johan Gustaf Hellsten; 27 листопада 1870, поблизу Тампере — 31 серпня 1956, Гельсінкі, Фінляндія) — фінський політик, дипломат, банкір, тричі прем'єр-міністр Фінляндії, сьомий президент Фінляндії (1946—1956).

## Біографія
Народився у шведській купецькій родині. У 14 років став сиротою, його виховала тітка. У 15 років змінив прізвище на Паасіківі — у цей час стає переконаним фінським націоналістом, яким залишався усе життя.
1890 вступив до Гельсінського університету, де розпочав політичну діяльність — боровся за державну самостійність Фінляндії. З 1907 року — депутат парламенту Великого князівства Фінляндського. 1908 став міністром фінансів, але вже наступного року подав у відставку на знак протесту проти політики русифікації, яку проводив уряд Російської імперії.

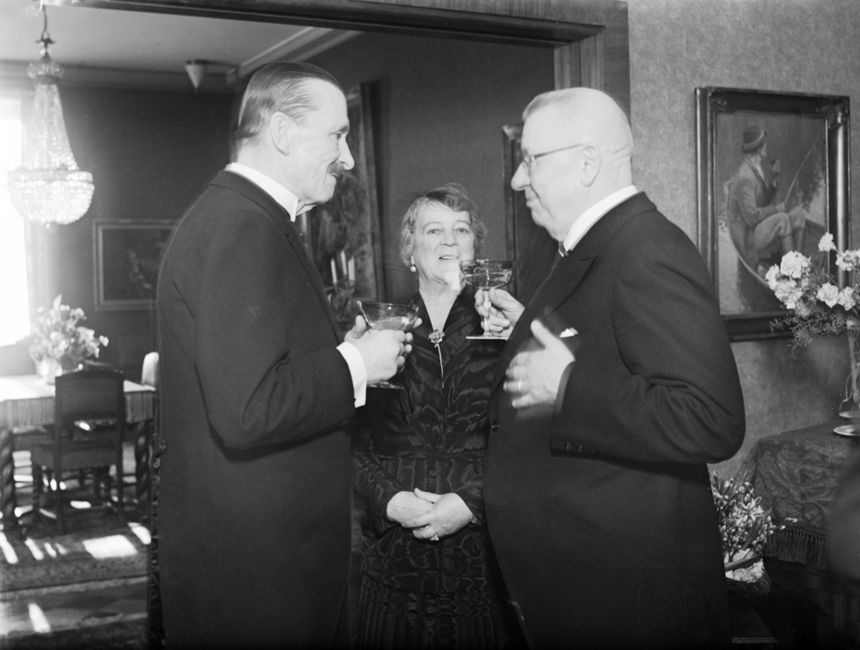
Карл Густав Маннергейм під час передачі повноважень новообраному президенту Юго Паасіківі. 11.03.1946.

З 1915 року депутат міської ради Гельсінкі. У 1917 році увійшов до складу комісії, яка розробляла проєкт широкої автономії Фінляндії у складі Російської республіки, але після більшовицького перевороту підготував проєкт конституційної монархії Фінляндії і відстоював його до падіння монархії у союзній Німеччині. Водночас (1918 рік) ненадовго очолив уряд незалежної Фінляндії.
14 листопада 1920 підписав в Тарту мирний договір з більшовицькою Росією.
1914—1934 — генеральний директор Національного акціонерного банку.
З 1936 — посол Фінляндії у Швеції. 1939 працював у складі фінської делегації на переговорах з СРСР. Після закінчення Зимової війни очолив делегацію Фінляндії до Москви, де й залишився послом. Подав у відставку з посади посла Фінляндії в СРСР у березні 1941 року. Після цього три роки не брав участі у політичному житті, але весною 1944-го знову потрапив на вістря міжнародної політики — очолив фінську делегацію на мирних переговорах із Йосипом Сталіним.
Після падіння фронту в Східній Карелії — з листопада 1944 по березень 1946 року — був двічі прем'єр-міністром, а після цього обраний президентом Фінляндії, обіймав цю посаду до смерті.

### Політичне кредо
У міжнародній дипломатії існує поняття Лінія Паасіківі, яка означає дотримання реалістичної політики в умовах післявоєнного сусідства з комуністичним СРСР. Автор концепції державного нейтралітету Фінляндії, провідник спокійного ставлення до окупанта Карелії — СРСР. Іронія долі — Паасіківі наприкінці життя став кавалером ордена Леніна.
Теплі особисті взаємини Паасіківі з верхівкою СРСР гарантували фінській економіці великі економічні преференції. Зокрема, харчова, паперова, суднобудівна галузь в роки правління Паасіківі була повністю орієнтована на СРСР.

## Цікаві факти
Формуючи уряд під час Громадянської війни, Паасіківі у листі своєму другу писав: 
|  | Росія рано чи пізно нападе—це так само певно, як і те, що за літом приходить осінь і зима. |

 Також він додав, що лише Німеччина в такому разі зможе надати Фінляндії збройну підтримку: 
|  | Якщо ж вона цього не зробить, незалежність Фінляндії буде лише коротким епізодом у нашій історії. |